# 2016년 롯데 자이언츠 시즌
2016년 롯데 자이언츠 시즌은 롯데 자이언츠가 KBO 리그에 참가한 35번째 시즌이다. 조원우 감독이 팀을 이끈 첫 시즌이고  팀은 송승준이 10경기에 나와 1승에 그치는 등 선발진의 위력이 떨어진 데다 아두치가 금지약물 복용으로 중도 퇴출된 데 이어 대체용병 맥스웰이 한 달만에 부상으로 시즌 아웃당해 외국인 타자 영입에 실패하여   5위 경쟁에서 밀려나며 10팀 중 정규시즌 8위에 그쳐 4년 연속으로 포스트시즌 진출에 실패했다.

## 타이틀
- U-23 야구 월드컵 동메달: 김준태
- 조아제약 프로야구대상 기량발전상: 김문호
- 매직글러브: 황재균
- 한국갤럽 선정 좋아하는 국내 프로야구 선수: 강민호 (2위), 손아섭 (9위)
- 황금사자기 전국고교야구대회 70주년 기념 OB 올스타: 남우식 (우완투수)
- KBO 마케터 선정 전반기 깜짝스타: 김문호
- 올스타 선발: 김문호 (외야수 3위)
- 올스타전 추천선수: 박세웅, 손승락, 강민호, 황재균
- 올스타전 퍼펙트피처 우승: 드림 올스타
- 올스타전 번트왕 우승: 드림 올스타
- 올스타전 우수투수상: 손승락
- 컴투스프로야구매니저 에이스 카드: 박동희 (마무리투수), 호세 (외야수)
- 포지션 별 연봉 1위: 강민호 (포수)
- 수비 WAR: 문규현 (1.05)
- 출장(타자): 손아섭 (144)
- 출장(야수): 손아섭 (143)
- 선발 출전(야수): 손아섭 (142)
- 타석: 손아섭 (672)
- 실질타석: 손아섭 (671)
- 완봉: 레일리 (1)
- 결승타: 황재균 (17)
- 투수 도루실패 유도: 린드블럼 (15)

### 퓨처스리그
- 플레이어스 초이스 어워드 퓨처스리그 우수선수상: 허일
- 퓨처스 올스타: 한승혁, 강태율, 박정현, 최승훈
- 남부리그 득점: 김대우 (66)

## 선수단
- 선발투수: 레일리, 린드블럼, 박세웅, 노경은, 고원준, 송승준, 김원중
- 구원투수: 이정민, 박진형, 배장호, 박시영, 홍성민, 김유영, 윤길현, 강영식, 차재용, 이경우, 정대현, 김성재, 이성민, 이명우, 김성배
- 마무리투수: 손승락, 박한길, 강승현
- 포수: 강민호, 김사훈, 김준태, 강태율, 안중열
- 1루수: 박종윤, 김상호, 김대우
- 2루수: 정훈, 김동한, 이로운
- 유격수: 문규현, 신본기, 김대륙
- 3루수: 황재균, 손용석
- 좌익수: 김문호, 박헌도, 나경민, 김주현
- 중견수: 아두치, 오현근, 맥스웰, 김지수, 김민하, 이우민, 김재유, 전준우
- 우익수: 손아섭
- 지명타자: 최준석, 오태곤, 황진수

## 특이 사항
- 홈구장인 사직 야구장의 좌석 수가 기존 27500석에서 26800석으로 줄어들었다.
- 2군 홈구장인 상동 야구장의 좌석 수를 기존 100여석에서 232석으로 늘렸다.
- 오태곤은 시범 경기에서 10볼넷을 기록해 2015년 이후 처음으로 KBO 시범 경기에서 단일 시즌 두 자릿 수 볼넷을 얻어낸 선수가 되었다.
- 이 시즌에 손아섭은 총 672번의 타석을 소화해 역대 단일 시즌 최다 타석 기록을 세웠다.
- 문규현은 6월 28일과 29일 삼성 라이온즈를 상대로 KBO 리그 사상 첫 2경기 연속 끝내기를 기록했다. 6월 30일에는 황재균이 삼성 라이온즈를 상대로 끝내기를 치며 KBO 리그 사상 최초의 3연전 3경기 연속 끝내기를 완성시켰으며, 황재균은 삼성 라이온즈와의 다음 맞대결이었던 9월 8일 경기에서도 끝내기를 쳐 KBO 리그 역대 최초의 특정 팀 상대 4경기 연속 끝내기까지 달성했다.
- 이 시즌 린드블럼이 마운드에 있을 때 도루를 시도한 상대팀 주자들 중 총 15명이 도루에 실패했다. 이는 2013년 이후 KBO 리그 역대 단일 시즌 최다 기록이다.
- 린드블럼은 이 시즌 28피홈런으로 KBO 리그 외국인 투수 최다 기록을 세웠다.